# Robertson County (Tennessee)
Robertson County ist ein County im Bundesstaat Tennessee der Vereinigten Staaten. Das U.S. Census Bureau hat bei der Volkszählung 2020 eine Einwohnerzahl von 72.803 ermittelt. Der Verwaltungssitz (County Seat) ist Springfield.

## Geographie
Das County liegt im Norden von Tennessee, grenzt an Kentucky und hat eine Fläche von 1235 Quadratkilometern, wovon 1 Quadratkilometer Wasserfläche ist. Es grenzt im Uhrzeigersinn an folgende Countys: Todd County (Kentucky), Logan County (Kentucky), Simpson County (Kentucky), Sumner County, Davidson County, Cheatham County und Montgomery County.

### Citys und Towns
- Adams
- Cedar Hill
- Coopertown
- Cross Plains
- Greenbrier
- Millersville
- Orlinda
- Port Royal
- Ridgetop
- Springfield
- White House

## Geschichte
Robertson County wurde am 9. April 1796 als Original-County aus dem Tennessee-Territorium gebildet. Benannt wurde es nach James Robertson, einem Begleiter von Daniel Boone auf dessen dritter Expedition, Mitbegründer der Watauga-Siedlung im Watauga River Valley, Mitbegründer des Fort Nashborough aus dem später das heute bekannte Nashville entstand und späterer Politiker von Tennessee.

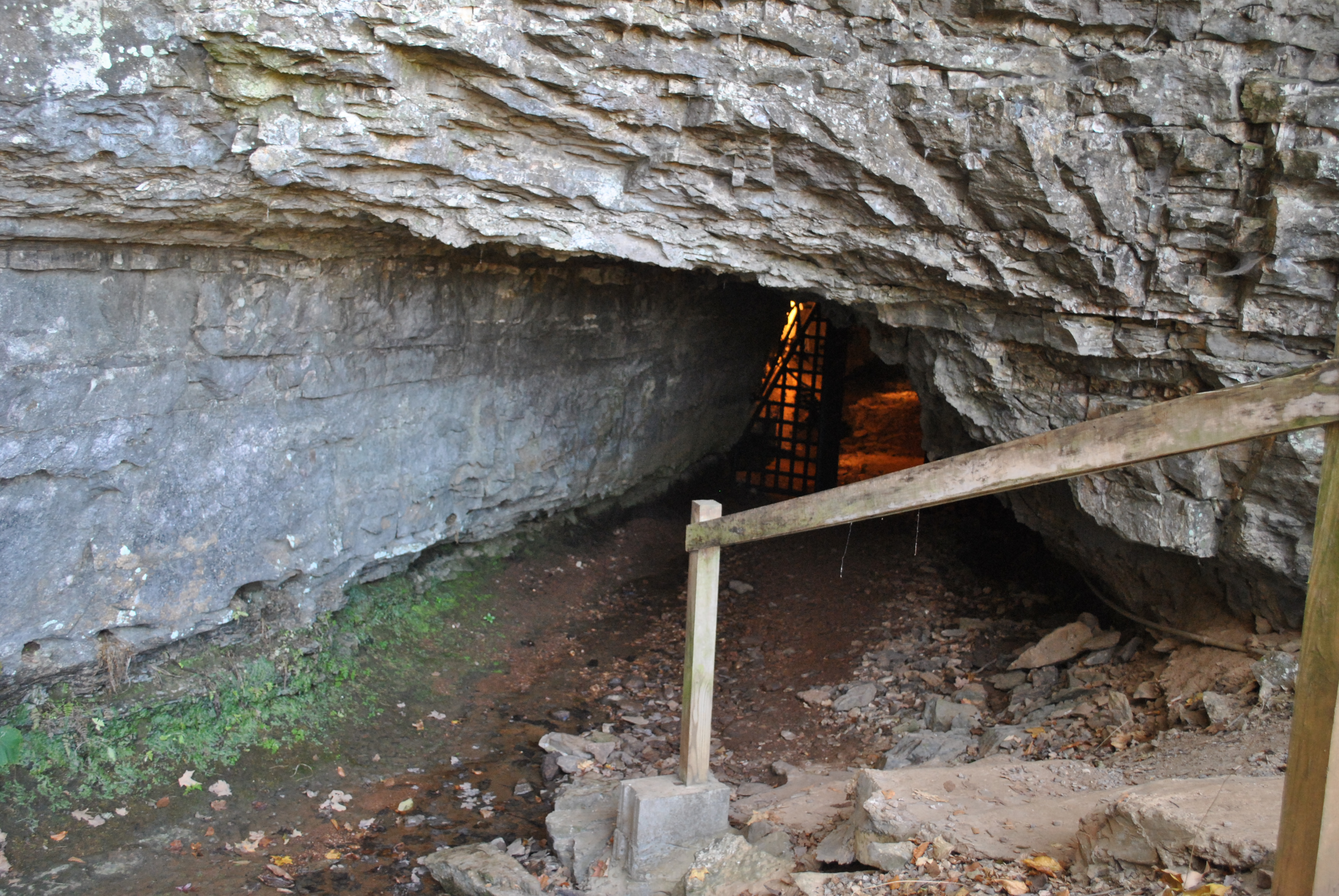
Die Bell Witch Cave ist einer von 27 Einträgen des Countys im NRHP.

27 Bauwerke und Stätten des Countys sind im National Register of Historic Places (NRHP) eingetragen (Stand 2. September 2018).

## Demografische Daten

Alterspyramide Robertson County

Nach der Volkszählung im Jahr 2000 lebten im Robertson County 54.433 Menschen in 19.906 Haushalten und 15.447 Familien. Die Bevölkerungsdichte betrug 44 Einwohner pro Quadratkilometer. Ethnisch betrachtet setzte sich die Bevölkerung zusammen aus 89,13 Prozent Weißen, 8,62 Prozent Afroamerikanern, 0,28 Prozent amerikanischen Ureinwohnern, 0,31 Prozent Asiaten, 0,02 Prozent Bewohnern aus dem pazifischen Inselraum und 0,83 Prozent aus anderen ethnischen Gruppen; 0,80 Prozent stammten von zwei oder mehr Ethnien ab. 2,66 Prozent der Bevölkerung waren spanischer oder lateinamerikanischer Abstammung.
Von den 19.906 Haushalten hatten 37,4 Prozent Kinder und Jugendliche unter 18 Jahre, die bei ihnen lebten. 61,9 Prozent waren verheiratete, zusammenlebende Paare, 11,2 Prozent waren allein erziehende Mütter und 22,4 Prozent waren keine Familien. 18,6 Prozent waren Singlehaushalte und in 7,5 Prozent lebten Personen im Alter von 65 Jahren oder darüber. Die Durchschnittshaushaltsgröße betrug 2,71 und die durchschnittliche Haushaltsgröße betrug 3,06 Personen.
26,8 Prozent der Bevölkerung waren unter 18 Jahre alt, 8,5 Prozent zwischen 18 und 24, 31,4 Prozent zwischen 25 und 44, 22,5 Prozent zwischen 45 und 64 und 10,8 Prozent waren älter als 65. Das Durchschnittsalter betrug 35 Jahre. Auf 100 weibliche Personen kamen statistisch 98,8 männliche Personen und auf 100 Frauen im Alter von 18 Jahren und darüber kamen 95,7 Männer.
Das jährliche Durchschnittseinkommen eines Haushalts betrug 43.174 USD, das Durchschnittseinkommen der Familien betrug 49.412 USD. Männer hatten ein Durchschnittseinkommen von 34.895 USD, Frauen 24.086 USD. Das Prokopfeinkommen betrug 19.054 USD. 6,4 Prozent der Familien und 9,0 Prozent der Einwohner lebten unterhalb der Armutsgrenze.